# 長森修三
長森 修三（ながもり しゅうぞう、1955年 - ）は、渋谷高等学院学院長。
1995年、不登校・高校中退生を支援するサポート校・渋谷高等学院を開校し、10年で800人の卒業生を送り出す。
2006年～、学校法人野田鎌田学園理事長に就任。渋谷高等学院長と兼務。
NPO法人日本フリースクール協会理事。

## 著書等
- 「好きなコトに一生懸命、自分らしく高校卒業―不登校・高校中退からの再出発」 ISBN 4902776057（2005年）